# Nawałocznaja
Nawałocznaja (ros. Навалочная) – przystanek kolejowy w miejscowości Petersburg, w Rosji. Położony jest na linii Petersburg - Moskwa.